# Copelatus solitarius
Copelatus solitarius är en skalbaggsart som beskrevs av Sharp 1882. Copelatus solitarius ingår i släktet Copelatus och familjen dykare. Inga underarter finns listade i Catalogue of Life.